# Tommaso Maria Mamachi

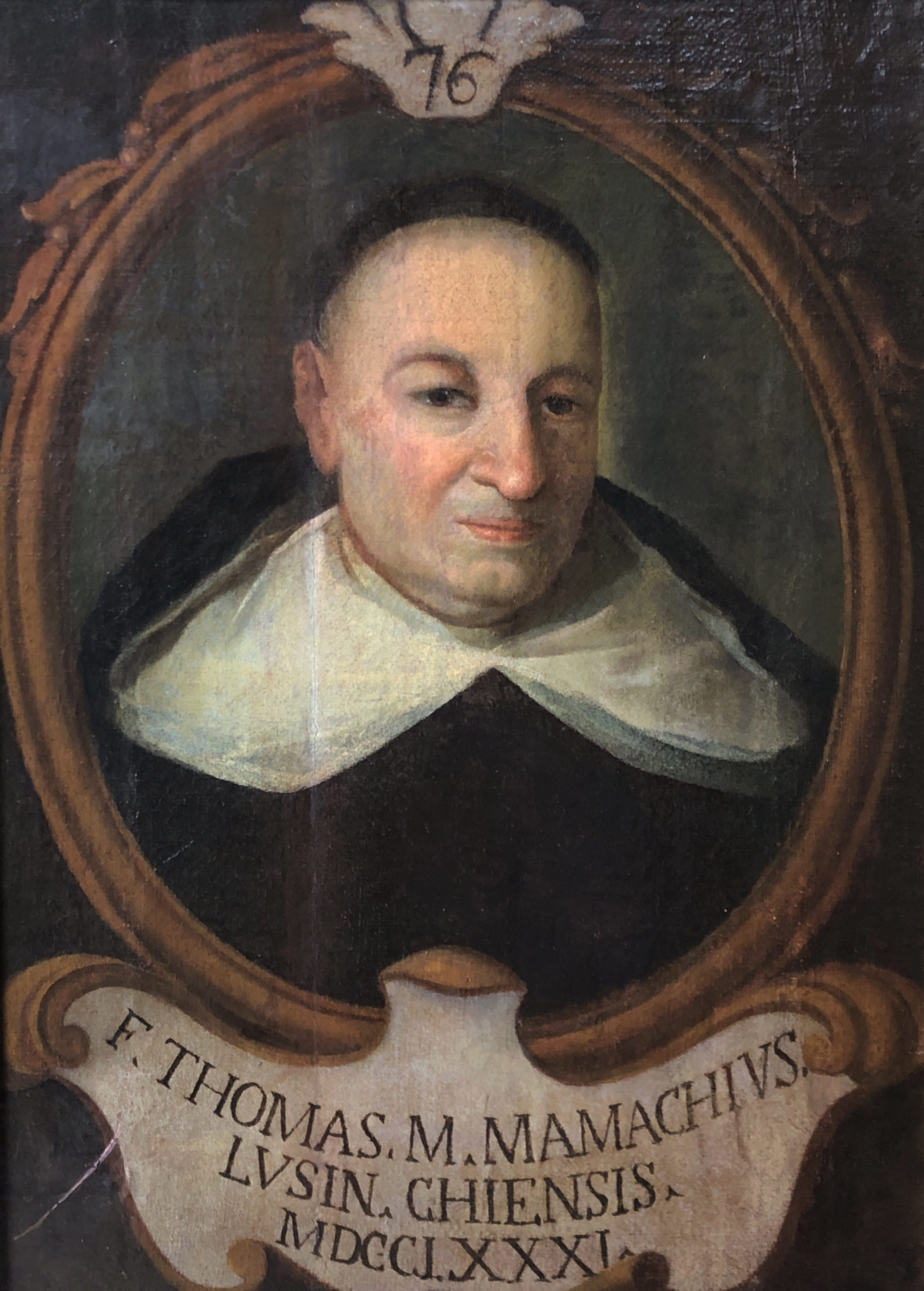
Tommaso Maria Mamachi, olio su tela autore anonimo XVIII s.

Tommaso Maria Mamachi (Chio, 4 dicembre 1713 – Corneto, 7 giugno 1792) è stato un teologo e storico italiano.

## Biografia
A quindici anni, nel 1728, vestì l'abito domenicano nel convento dei predicatori dell'isola di Chio e poi si trasferì a quello di san Marco a Firenze e a quello di Santa Maria sopra Minerva a Roma.
Nel 1740, divenne professore di Fisica alla Sapienza di Roma, e nel 1743 insegnò Filosofia alla Congregazione per l'evangelizzazione dei popoli. La sua permanenza a Firenze e a Roma lo fece entrare in contatto con brillanti menti del suo tempo, fra cui Giuseppe Agostino Orsi, Divelli e Daniello Concina. Collaborò con Orsi al De Romani pontificis in synodos oecumenicas et earum canones potestate.
Presto il papa Benedetto XIV lo scelse come prefetto della Biblioteca Casanatense, maestro di Teologia e consulente della Congregazione dell'Indice. A causa del suo impiego, dovette prendere parte alla controversia tra i Giansenisti e i Gesuiti, e mostrò un'imparzialità che gli causò non poche difficoltà. Si rese partecipe di altre controversie teologiche con Gian Domenico Mansi e Cadonici.
Intervenne anche nella controversia relativa alla beatificazione di Juan de Palafox y Mendoza. In uno scritto, si pose severamente contro i Gesuiti che si opponevano alla beatificazione e contro la chiesa giansenista di Utrecht.
È stato direttore del giornale ecclesiastico di Roma (1742–85), e stabilì presso la sua residenza una riunione della dotta società romana.
Mamachi era un fanatico sostenitore del pontificato romano. Coinvolto in tutte le controversie che erano all'ordine del giorno, fu uno dei primi a discutere con Johannes Nicolaus Von Hontheim. Pio VI lo nominò segretario dell'Indice nel 1779 e poi Maestro del Sacro Palazzo apostolico, e spesso si avvalse del suo consiglio e della sua penna.

## Opere
La più illustre opera di Mamachi è Antichità cristiane, ma la sua attività nei campi dei dogmi e della giurisprudenza assorbirono così tanto tempo che riuscì a pubblicare soltanto 4 dei 20 libri in programma. In più, in quell'epoca il metodo inaugurato da Antonio Bosio era stato abbandonato, il che svalutò le sue opere. Tuttavia, una seconda edizione fu pubblicata tra il 1842 e il 1851.
Le sue opere principali sono: 
- (LA) De ratione temporum Athanasiorum deque aliquot synodis IV saeculo celebratis, Firenze, Zempellianis, 1748.
- (LA) Originum et antiquitatum christianarum libri XX, vol. 1, Roma, In Typographio Palladis Excudebant Nicolaus Et Marcus Palearini, 1749.
- (LA) Originum et antiquitatum christianarum libri XX, vol. 2, Roma, In Typographio Palladis Excudebant Nicolaus Et Marcus Palearini, 1750.
- (LA) Originum et antiquitatum christianarum libri XX, vol. 3, Roma, In Typographio Palladis Excudebant Nicolaus Et Marcus Palearini, 1751.
- (LA) Originum et antiquitatum christianarum libri XX, vol. 4, Roma, In Typographio Palladis Excudebant Nicolaus Et Marcus Palearini, 1752.
- (LA) Originum et antiquitatum christianarum libri XX, vol. 5, Roma, In Typographio Palladis Excudebant Nicolaus Et Marcus Palearini, 1755.
- Dei costumi dei primitivi cristiani, vol. 1, Roma, presso gli Eredi di Gio. Lorenzo Barbiellini, 1753.
- Dei costumi dei primitivi cristiani, vol. 2, Roma, presso gli Eredi di Gio. Lorenzo Barbiellini, 1753.
- Dei costumi dei primitivi cristiani, vol. 3, Roma, presso gli Eredi di Gio. Lorenzo Barbiellini, 1754.
- (LA) Epistolae ad Justinum Febronium de ratione regendae christianae reipublicae, vol. 1, Roma, ex typographia Salvioni, 1776.
- (LA) Epistolae ad Justinum Febronium de ratione regendae christianae reipublicae, vol. 2, Roma, ex typographia Salvioni, 1777.